# Jaguar XK120
La XK120 è un'autovettura sportiva di lusso prodotta dalla Jaguar in 12.055 esemplari, dal 1948 al 1954. È stata la prima vettura a carattere sportivo della Casa automobilistica del giaguaro, con la nuova nominazione (ragione sociale) avvenuta nel dopoguerra, e quindi la seconda dopo la SS 100, che fu prodotta dalla SS Cars Ltd. fino al 1940.

## Il contesto
La XK120 fu lanciata in versione roadster al salone dell'automobile di Londra il 27 ottobre 1948 come veicolo di prova. L'intento della presentazione era anche quello di proporre una vettura, a scopo dimostrativo, che montasse il nuovo motore XK6 della Jaguar. Il modello destò però molto interesse e suscitò molti commenti positivi, che convinsero William Lyons a produrlo in serie.
La cifra “120” nel nome del modello si riferiva ai 120 mph (193 km/h) di velocità massima ottenuta con parabrezza installato (senza vetro anteriore la velocità era superiore), facendo diventare la XK120, al tempo del suo lancio, la vettura di produzione standard più veloce al mondo.
Era disponibile in due versioni aperte, roadster (denominata “OTS”, dall'inglese, Open Two Seater, cioè “aperta a due posti”) e cabriolet (“DHC”, da “drophead coupé”; offerta dal novembre 1952), oltre ad una coupé (“FHC”, da “fixed-head coupé”, disponibile dal 1951). La cabriolet e la coupé possedevano un cruscotto in radica. Le tre versioni erano a due posti.
La versione roadster ebbe successo nelle competizioni.
Gli esemplari della XK120 sono molto ricercati dai collezionisti.

## Caratteristiche tecniche

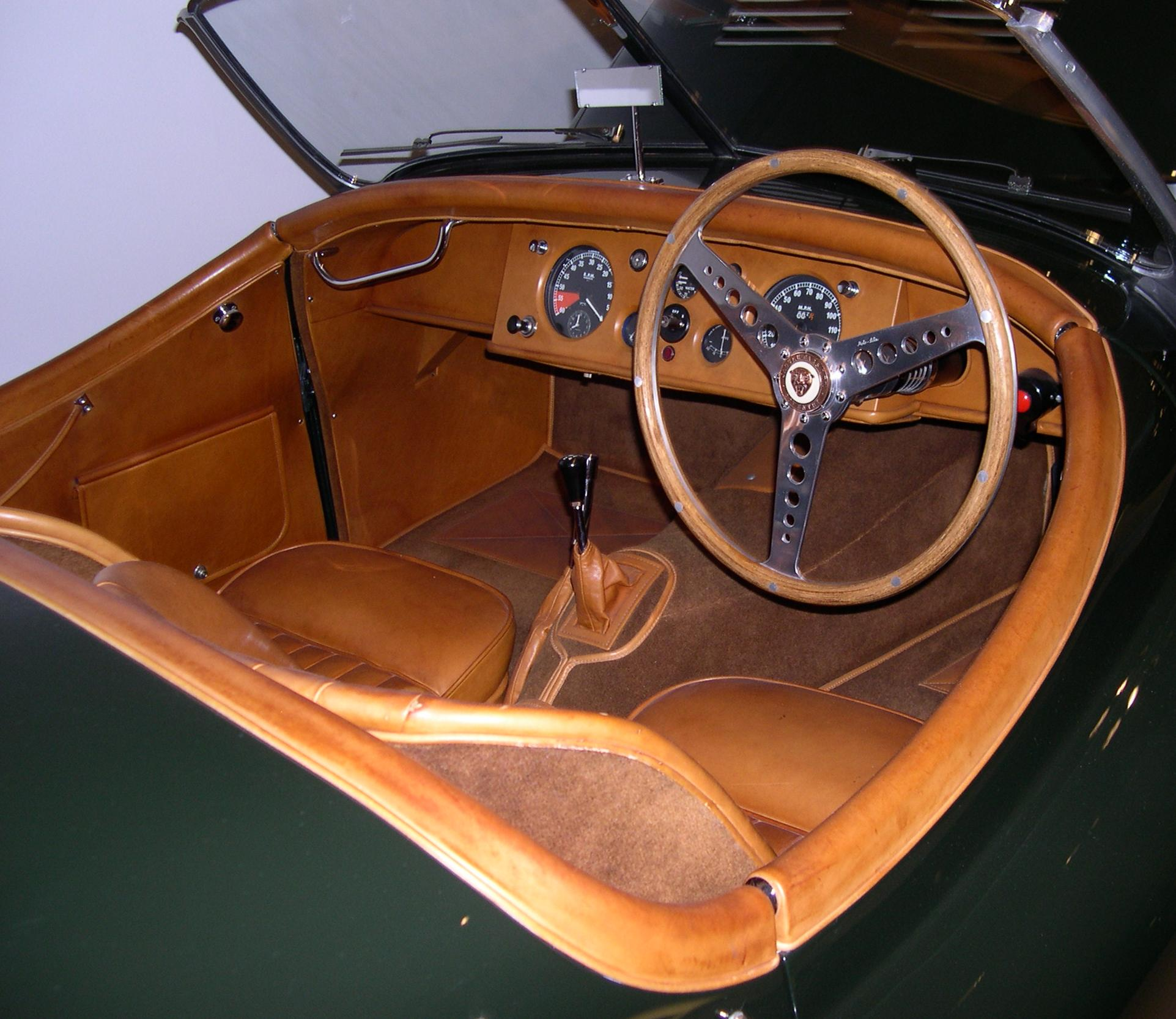
Gli interni dell’esemplare guidato da Clemente Biondetti.I sedili sono da competizione. Il volante non è originale e la posizione del tachimetro e del contagiri è invertita

I primi 242 esemplari, roadster, furono costruiti a mano dal 1948 al 1950, con carrozzeria d'alluminio e telaio in legno di frassino a longheroni e traverse, derivato da quello della Mark V. Quando il modello entrò in produzione di serie nel 1950, la carrozzeria fu fabbricata in acciaio per contenere i costi. Rimasero d'alluminio le portiere e i cofani anteriore e posteriore.
Con la testata in lega, i 2 carburatori monocorpo SU H6 ed un doppio albero a camme in testa, il motore Jaguar XK6, a sei cilindri in linea da 3,4 L di cilindrata, era tecnologicamente avanzato rispetto ai propulsori delle altre auto di serie. Grazie ad un rapporto di compressione di 8:1 esso dava 160 CV di potenza. Era anche disponibile un motore con rapporto di compressione 7:1,  adatto a carburanti di minor qualità. La meccanica di questo propulsore, successivamente modificata nelle versioni da 3,8 L e 4,2 L, sopravvisse fino agli anni ottanta.
Le XK120 montavano anteriormente sospensioni a barra di torsione indipendenti con quadrilateri deformabili, e posteriormente era installato un assale rigido con balestre semi ellittiche (sia le sospensioni anteriori che quelle posteriori derivavano dalla Mark V). Lo sterzo era a circolazione di sfere con piantone a regolazione telescopica e  freni a tamburo sulle quattro ruote, soggetti a fading, affaticamento dopo uso intenso, che li portava a perdere temporaneamente di efficacia. Per evitare il problema, alcuni esemplari furono dotati di tamburi Alfin (acronimo di ALuminium FINned, cioè con alette in alluminio).

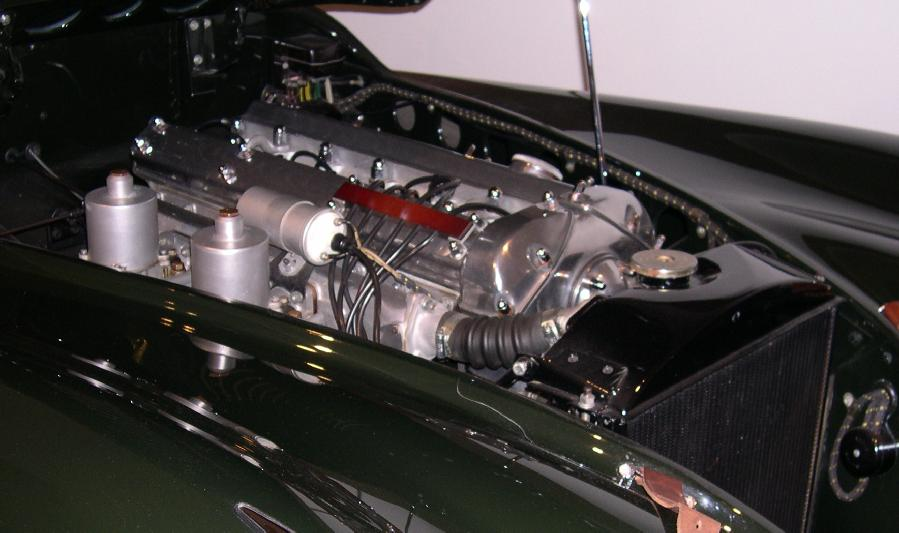
IMotore di una XK120 del 1950

La capote in tela della roadster ed i finestrini laterali separabili si riponevano dietro i sedili, e le sue portiere in stile barchetta non avevano maniglie esterne; era invece presente un cavo da tirare, azionabile dall'esterno mediante una linguetta nei finestrini laterali, quando la vettura era in configurazione chiusa. Il parabrezza poteva essere rimosso per far posto a vetrini singoli.
La cabriolet aveva una capote in tela imbottita, che si ripiegava dietro i sedili, e finestrini discendenti con deflettori apribili. Era installato un parabrezza piatto in due pezzi montato su un telaio integrato al corpo vettura e verniciato dello stesso colore. La parte interna delle portiere della cabriolet e della coupé erano rivestite da radica, mentre le più spartane roadster erano rivestite in pelle. Tutti i modelli possedevano  passaruota carenati delle ruote posteriori, rimovibili per un aspetto più aerodinamico. Sugli esemplari con ruote a raggi e gallettone (dal 1951) niente passaruota carenati, per fornire spazio al gallettone cromato Rudge-Whitworth a due alette.
Sulle versioni SE (Special Equipment, “Equipaggiamento speciale”), oltre alle ruote a raggi, l'equipaggiamento prevedeva anche sospensioni più rigide, un motore più potente ed un doppio sistema di scarico.
Tutte le versioni avevano il motore anteriore e la trazione posteriore. Il moto era trasmesso alle ruote attraverso un cambio manuale a 4 rapporti con overdrive a richiesta.

## Specifiche tecniche del motore

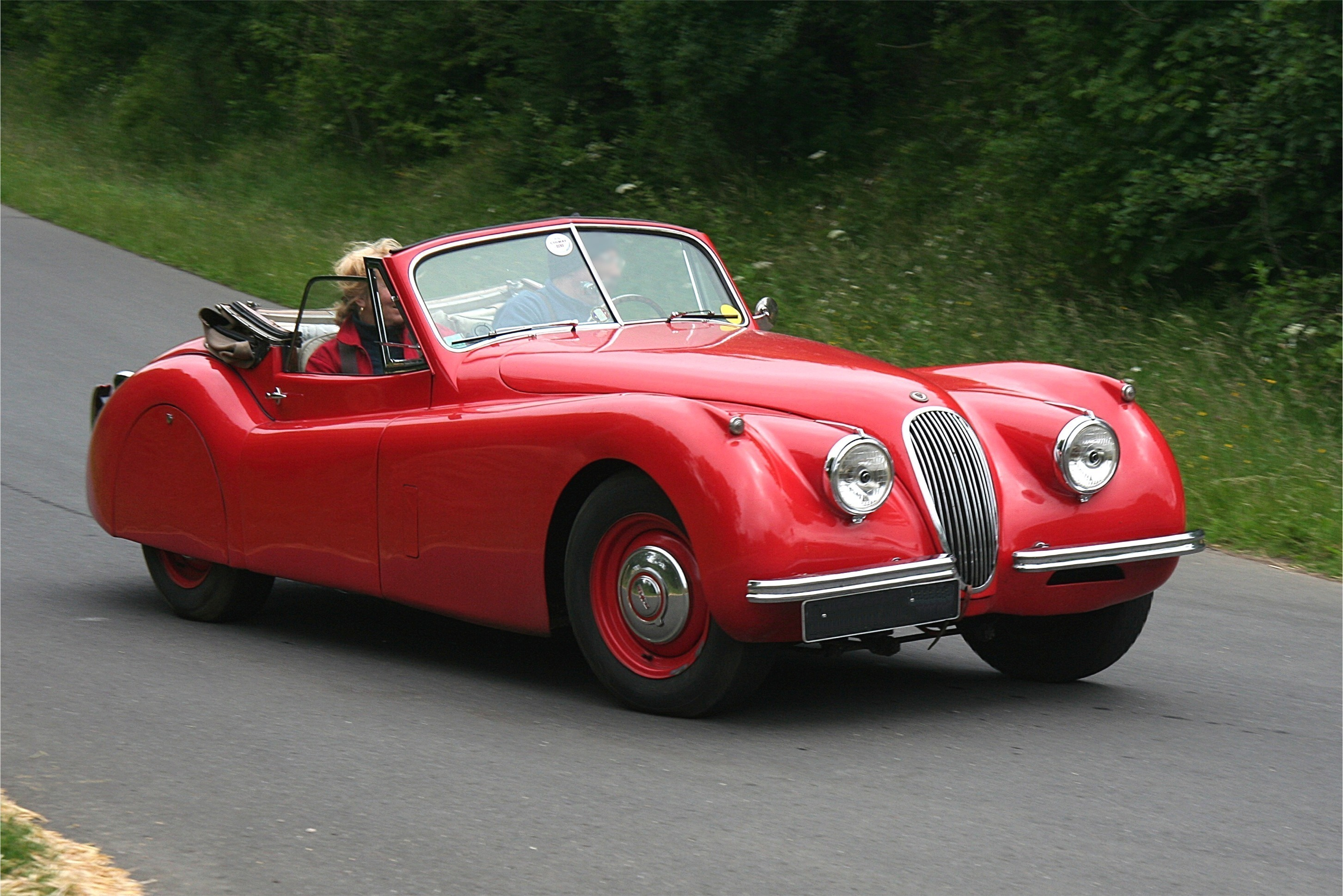
Una Jaguar XK120 versione cabriolet

| Versione                                                       | Anni      | Cilindrata | Configurazione               | Alesaggio/corsa | Carburatori        | Potenza                      |
| -------------------------------------------------------------- | --------- | ---------- | ---------------------------- | --------------- | ------------------ | ---------------------------- |
| XK 120 3.4                                                     | 1948–1954 | 3.442 cm³  | DOHC - sei cilindri in linea | 83 mm/106 mm    | SU H6 doppio corpo | 162 CV @ 5000 giri al minuto |
| XK 120 3.4 SE ("M" negli USA)                                  | 1951–1954 | 3.442 cm³  | DOHC - sei cilindri in linea | 83 mm/106 mm    | SU H6 doppio corpo | 182 CV @ 5300 giri al minuto |
| XK 120 3.4 SE (testata tipo C (Competizione)) ("MC" negli USA) | 1951–1954 | 3.442 cm³  | DOHC - sei cilindri in linea | 83 mm/106 mm    | SU H6 doppio corpo | 213 CV @ 5750 rpm            |

## Prestazioni
Il periodico The Motor  provò un esemplare della XK 120 versione roadster nel 1949. Con la capote ed i finestrini lateriali, compì un'accelerazione da 0 a 97 km/h di 10 secondi, raggiungendo una velocità massima di 200,5 km/h. Il consumo di carburante fu di 14,3 L/100 km. Il modello utilizzato nel test costava 1.263 sterline comprese le tasse.
Nel maggio del 1949 la Jaguar fece una dimostrazione per la stampa con una XK120 versione roadster sull'autostrada tra Jabbeke e Aeltre, in Belgio, chiusa per l'occasione. Fu scelto il secondo esemplare prodotto,  bianco, con guida a sinistra e numero di telaio 670002. Avrebbe dovuto guidarlo Walter Hassan, ingegnere responsabile dello sviluppo della vettura, ma si ammalò, così toccò a Ron Sutton. Con capote e finestrini chiusi, e con l'aerodinamica sottoscocca migliorata con l'aggiunta di un fondo piatto in alluminio per tutta la lunghezza dell'auto, fu registrata dalla Royal Automobile Club del Belgio una velocità massima di 203,498 km/h. Invece con capote, parabrezza, finestrini laterali rimossi, un deflettore montato anteriormente ed una capote coprente lo spazio dell'abitacolo del passeggero, raggiunse i 219,830 km/h.La XK120 si dimostrò, allora l'auto di serie più veloce al mondo.

## Le competizioni

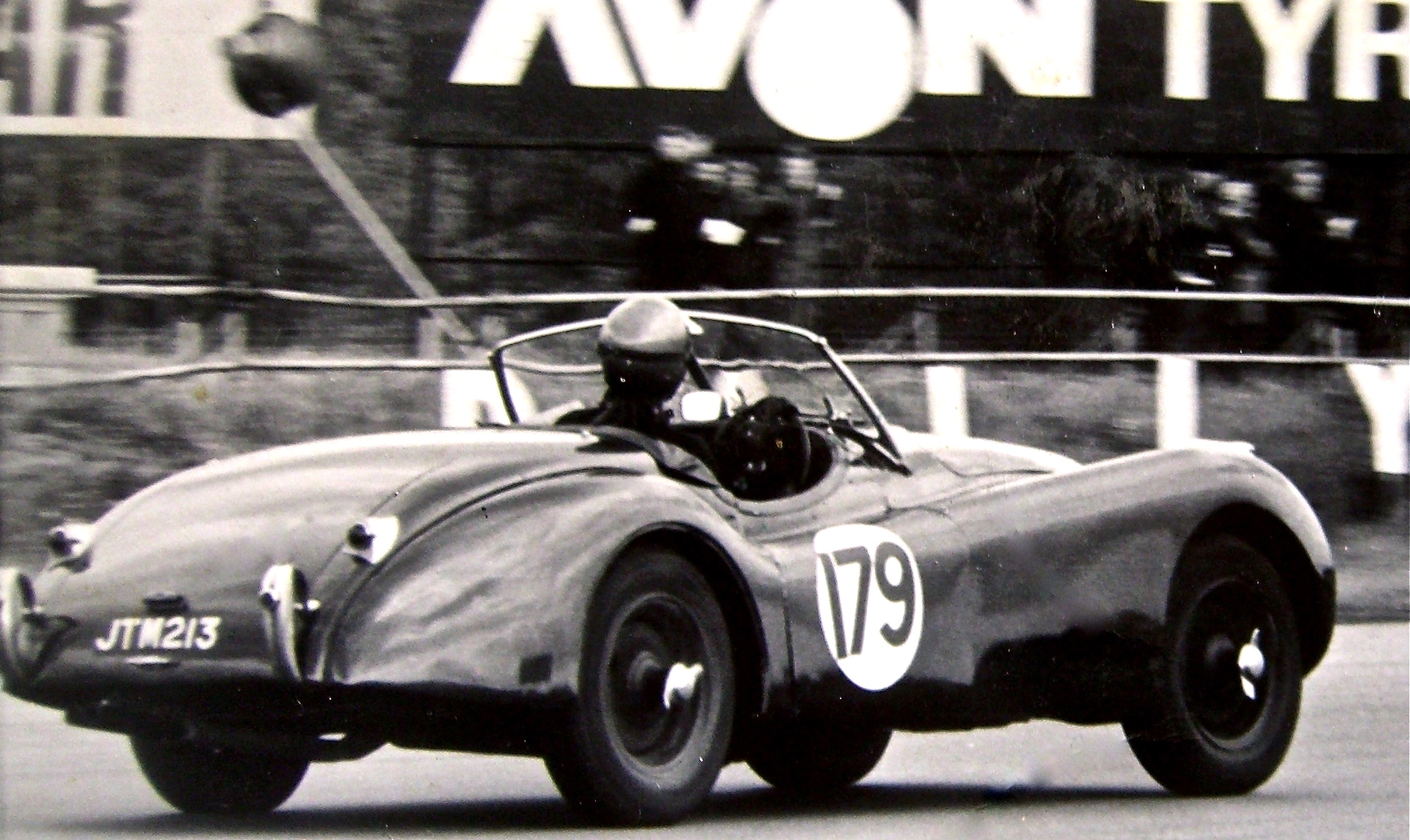
Una Jaguar XK120 roadster al circuito di Silverstone nel 1951

La Jaguar XK120 partecipò con successo alle competizioni sportive.

### 1949
- La prima vittoria: il 30 agosto 1949, durante una gara sponsorizzata dal Daily Express al circuito di Silverstone, la One-Hour Production Car Race, la XK120 vinse con Leslie Johnson, nonostante un tamponamento di una Jowett Javelin che fece retrocedere temporaneamente la XK120 al quinto posto[8]. L'esemplare, originariamente una vettura da strada, era stato convertito in un'auto con guida a destra per partecipare alla gara. Alla competizione presero parte altre due XK120; una guidata da Peter Walker e terminò seconda, mentre l'altra, condotta da Prince Bira, si ritirò per foratura.

### 1950
- La prima vittoria negli Stati Uniti: nel gennaio del 1950 Leslie Johnson portò alla vittoria il modello in una competizione negli Stati Uniti d'America, nella categoria per auto da produzione di serie, a Palm Beach Shores, in Florida. L'esemplare che si impose fu quello che si classificò secondo a Silverstone l'anno precedente, con alla guida Peter Walker.

Nel 1950 la Jaguar preparò sei esemplari speciali della XK120 con corpo vettura fabbricato in lega. Queste vetture vennero affidate a Johnson, Walker, Nick Haines, Clemente Biondetti, Ian Appleyard e Tommy Wisdom.
- 24 Ore di Le Mans: tre degli esemplari speciali sopraccitati, profondamente modificati, parteciparono alla 24 Ore di Le Mans del 1950. Johnson, che guidò l'offensiva agonistica nella gara con il co-pilota Bert Hadley, non scese mai oltre la settima posizione e mantenne il secondo posto per due ore, ma alla 21ª ora si dovette ritirare dalla terza posizione per problemi alla frizione causati dall'uso del freno motore, che cagionò un intenso uso del cambio e della frizione stessa (dopo questo inconveniente la frizione fu irrobustita anche per le vetture di serie). La Jaguar ridusse il distacco dal leader della gara Louis Rosier, la cui Talbot era sensibilmente più lenta, ad una velocità tale che avrebbe potuto garantirgli la vittoria[9]. Haines, con il co-pilota Peter Clark, finì la gara al 12º posto, e l'auto di Walker, guidata anche da Peter Whitehead e John Marshall, si piazzò al 15º posto[8]. I risultati convinsero William Lyons ad investire nuovamente per partecipare alla 24 Ore di Le Mans[10].
- Targa Florio: la vettura di Biondetti, che fu la prima XK120 a partecipare alla Targa Florio, era al secondo posto dietro alla Ferrari di Alberto Ascari, ma si ritirò per una rottura di una biella.
- Mille Miglia: Johnson arrivò quinto alla Mille Miglia, con a bordo John Lea come meccanico, mentre Biondetti ed il suo co-pilota Gino Bronzoni finì ottavo. Il quinto posto fu un successo eccezionale per una vettura di serie, dato che fu battuta solamente da Giannino Marzotto, Teodoro Serafini e Giovanni Bracco su Ferrari, e da Juan Manuel Fangio su Alfa Romeo. Questo piazzamento fu il migliore per una vettura Jaguar alla Mille Miglia. Fu anche il piazzamento migliore ottenuto da un'auto britannica con pilota britannico, un risultato che solo Reg Parnell avrebbe eguagliato nel 1953 a bordo di una Aston Martin DB3.
- Silverstone Production Car Race: cinque XK120 parteciparono alla gara, che Peter Walker vinse, affiancato da Tony Rolt, con Johnson che dovette ripiegare all'ottavo posto per perdite d'olio. La Jaguar vinse comunque il premio di squadra.
- Tourist Trophy: tre XK120 arrivarono ai primi tre posti al Tourist Trophy sul circuito di Dundrod sotto una pioggia particolarmente intensa. Alla vigilia del suo 21º compleanno, Stirling Moss guidò la sua XK120 alla vittoria, con la Jaguar che vinse anche il premio di squadra[8].
- Alpine Rally: Ian Appleyard vinse l'Alpine Rally con sua moglie Pat, che era la figlia di William Lyons e che ricopriva il ruolo di navigatore. La vettura vittoriosa era registrata come NUB 120[8].

### 1951
- Alpine Rally: la vettura registrata NUB 120 e i coniugi Appleyard ripeterono il successo dell'anno precedente.
- Tulip Rally:  i coniugi Appleyards conquistarono l'estenuante corsa olandese, con il pilota svizzero Rolf Habisreutinger, anch'esso su una XK120, che finì secondo.
- RAC Rally: gli Appleyards conquistarono l'edizione del 1951 del Rally di Gran Bretagna, ripetendosi poi nel 1953.

### 1952
- Alpine Rally: sebbene i coniugi Appleyards non vinsero il loro terzo Alpine Rally, completarono la corsa senza penalità, e quindi si aggiudicarono la coppa d'oro della competizione.

### 1954
- Mount Druitt 24 Hours Road Race: il 1º febbraio 1954 una XK120 versione coupé guidata da Geordie Anderson, Chas Swinburne e Bill Pitt vinse la Mount Druitt 24 Hours Road Race, seguita da una Bristol 400 ed una Humber Super Snipe.
- Serie NASCAR: in America settentrionale, una XK120 coupé fu la prima autovettura importata a cogliere una vittoria nella serie NASCAR, quando Al Keller si impose nella prima gara stradale della serie sopraccitata all'aeroporto di Linden, nel New Jersey, il 13 giugno 1954[11].

## I record
Le XK120 registrarono numerosi record nell'ovale della pista sopraelevata del circuito di Montlhéry, vicino a Parigi.
Nel 1950 una XK120 guidata da Leslie Johnson e Stirling Moss fu condotta per 24 ore ad una velocità media di 172,94 km/h, compreso il tempo per effettuare gli stop per il rabbocco di carburante e per le gomme. Nel 1951, la stessa vettura percorse 212,16 km in un'ora, mentre l'anno successivo una XK120 coupé viaggiò alla velocità media di 161,43 km/h per 7 giorni e 7 notti.

## Jaguar XK100
Una versione del motore Jaguar XK a quattro cilindri da 2 L di cilindrata e doppio albero a camme in testa fu utilizzato per l'allestimento della Jaguar XK100, che era una variante della XK120 per il mercato britannico. I dettagli del modello erano descritti in una brochure che si riferiva anche alla XK120. La dirigenza della Jaguar decise comunque di non metterla in produzione per l'insoddisfazione causata dal motore.

## La XK120 nei media
- In ambito videoludico, la XK120 compare nel videogioco Grand Theft Auto 2 (dove viene denominata Jagular XK).
- In ambito cinematografico, una XK120 compare nel film Batman Forever (in versione Roadster).
- In ambito televisivo, una XK120 compare nel film Assassinio allo specchio con Helen Hayes (in versione Roadster)